# Shombo
Shombo è un comune del Burundi situato nella provincia di Karuzi con 46.815 abitanti (censimento 2008).

## Geografia antropica

### Suddivisioni amministrative
Il comune è suddiviso in 6 colline.